# Pardosa luctinosa
Pardosa luctinosa là một loài nhện trong họ Lycosidae.
Loài này thuộc chi Pardosa. Pardosa luctinosa được Eugène Simon miêu tả năm 1876.